# Quo Vadis (phim 1951)
Quo Vadis là một phim do hãng MGM sản xuất năm 1951. Phim do Mervyn LeRoy đạo diễn và Sam Zimbalist sản xuất, theo kịch bản của John Lee Mahin, S. N. Behrman và Sonya Levien, chuyển thể từ tiểu thuyết Quo Vadis năm 1895 của Henryk Sienkiewicz. Nhạc phim do Miklós Rózsa soạn, và Robert Surtees cùng William V. Skall quay phim.
Các diễn viên chính trong phim: Robert Taylor, Deborah Kerr, Leo Genn, Peter Ustinov với Finlay Currie, Felix Aylmer và Abraham Sofaer.

## Nền tảng

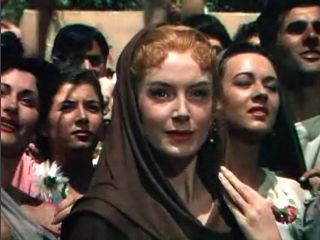
Screenshot of Deborah Kerr from the trailer for the film Quo Vadis

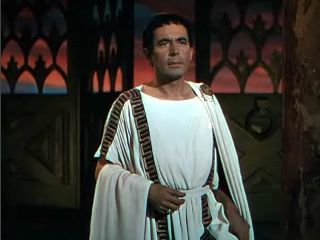
Screenshot of Leo Genn from the trailer for the film Quo Vadis

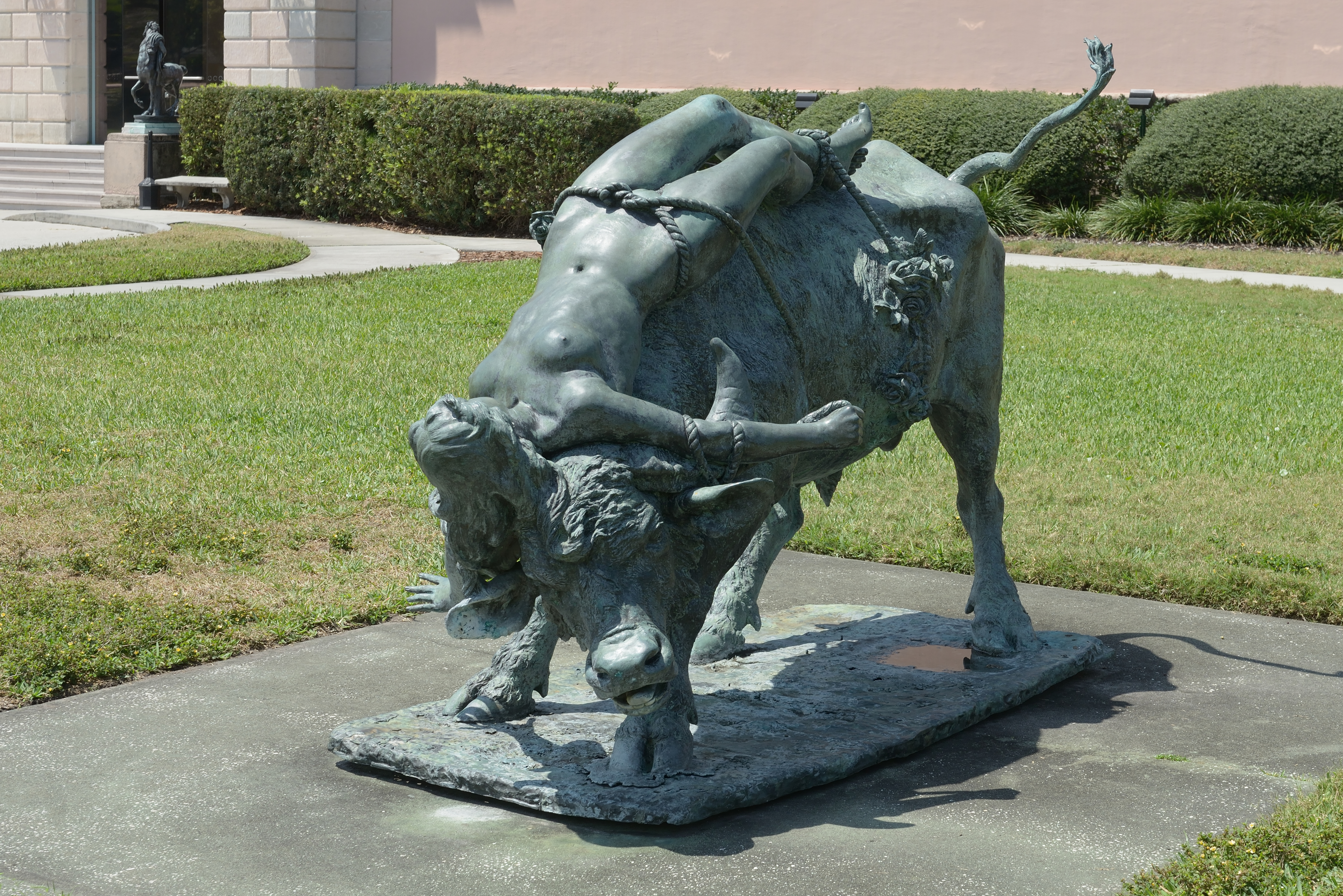
Ringling Museum Sarasota Florida. Bronze statue of Lygea tied to the bull by Giuseppe Moretti.

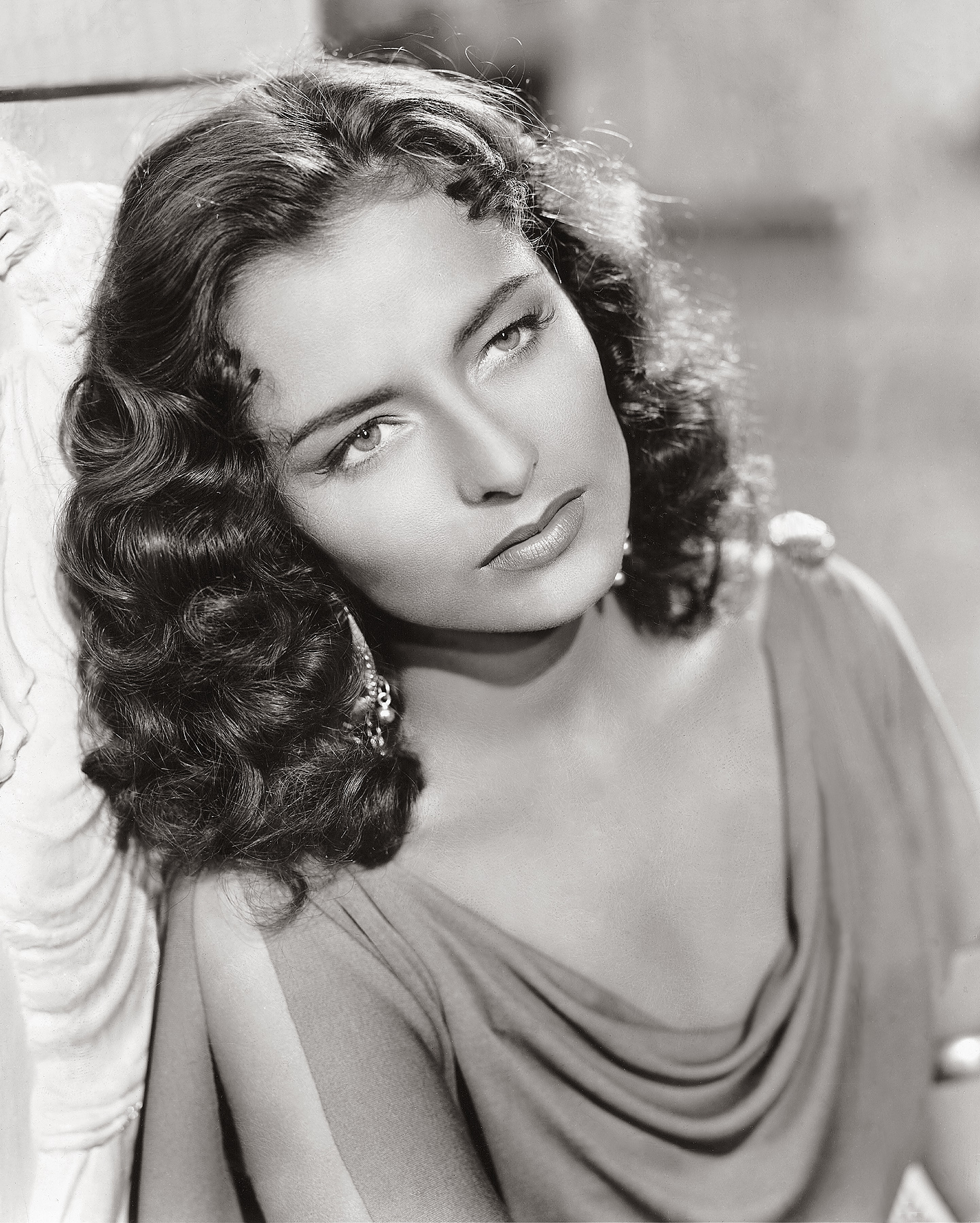
Publicity photo of Marina Berti for Quo Vadis

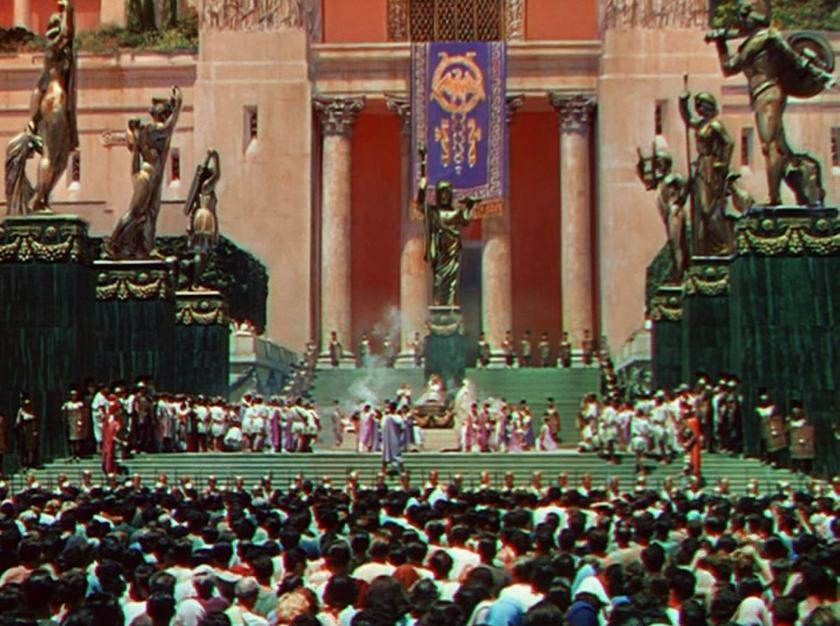
Scene from Quo Vadis.

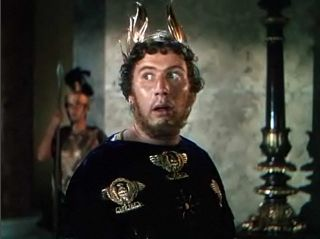
Screenshot of Peter Ustinov from the trailer for the film Quo Vadis.

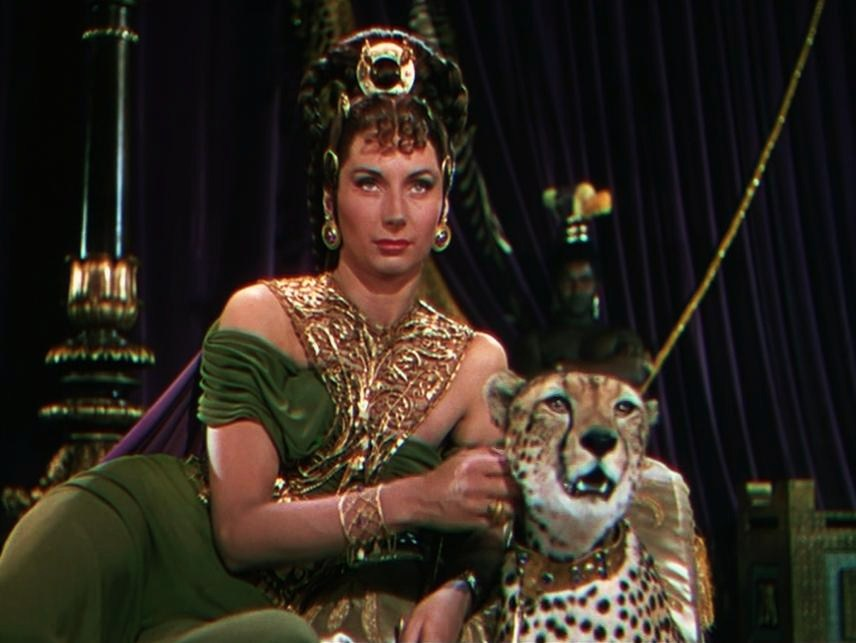
Screenshot of Patricia Laffan from the trailer for the film Quo Vadis.

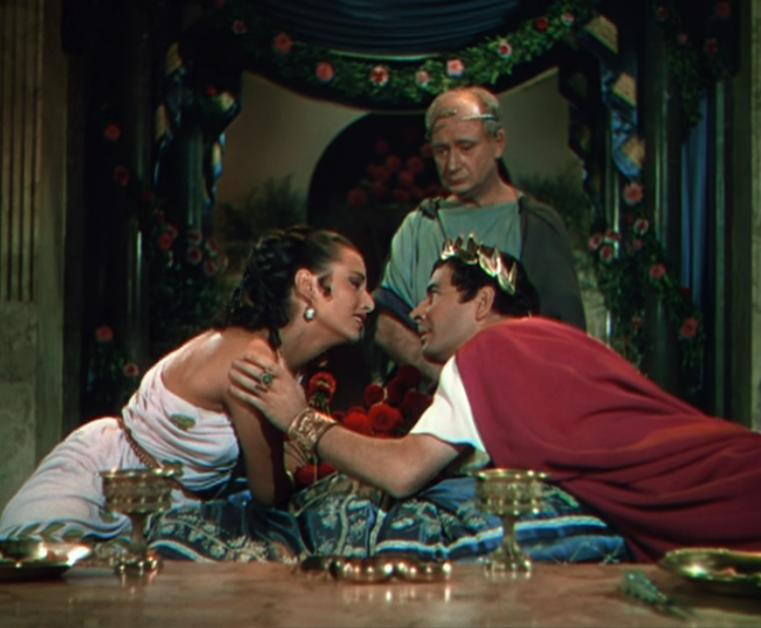
Screenshot of Marina Berti & Leo Genn from the trailer for the film Quo Vadis.

Quo vadis, tiếng Latinh, nghĩa là "Người đi đâu?", nhắc đến cuộc gặp gỡ giữa thánh Phêrô và chúa Giêsu trên đường Appian ở Roma. Khi đó Phero chạy trốn các cuộc bách hại của hoàng đế Nero và gặp chúa Giêsu trên đường đó, Phêrô hỏi: "Domine, quo vadis?" (Thưa Chúa, Người đi dâu ?). Chúa Giêsu trả lời: "Nơi ta tới, bây giờ anh không thể đi theo được, nhưng anh sẽ theo ta tới đó sau" (Phúc âm John 13:36). Phêrô hiểu rằng điều đó có ý nói mình cũng sẽ chết giống như Chúa. Cuối cùng Phêrô quyết định trở lại thành Rome và bị đóng đinh vào thập giá tại chân đồi Vatican, nơi ngày nay là nhà thờ thánh Phêrô.

## Nội dung
Chuyện xảy ra trong đế quốc La Mã từ năm 64 tới năm 68 sau Công nguyên, dưới thời trị vì của hoàng đế Nero. Chủ đề là sự xung đột giữa Kitô giáo với sự thối nát của đế quốc La Mã, đặc biệt giai đoạn chót của dòng họ Julio-Claudian. Các nhân vật và các sự kiện mô tả là sự pha trộn giữa các nhân vật lịch sử và sự kiện có thật với các sự kiện hư cấu.
Phim nói về một viên chỉ huy quân đội của đế quốc Roma - Marcus Vinicius (Robert Taylor) - trở về Roma sau chiến tranh, đã yêu một cô gái sùng đạo, Lygia (Deborah Kerr). Vinicius trở nên quan tâm tới Lygia và tôn giáo của nàng. Dù lớn lên tại Roma như cô con gái nuôi của một viên tướng về hưu, nhưng đúng ra Lygia là một con tin của Rome. Marcus thuyết phục Nero giao Lygia cho anh ta như người giúp việc. Lygia phật ý về chuyện đó, nhưng vẫn yêu Marcus.
Trong khi đó, tính hung bạo của Nero ngày càng tăng mãnh liệt và các hành động của ông ta càng điên cuồng hơn. Khi Nero ra lệnh đốt thành Rome và đổ tội cho các người Kitô giáo, thì Marcus ra đi và cứu Lygia cùng gia đình của nàng. Nero bắt giữ họ và mọi Kitô hữu, rồi xử tử họ ở đấu trường La Mã. Marcus cũng bị bắt vì tìm cách cứu Lygia. Trong trại giam, Phêrô (Finlay Currie) (cũng đã bị bắt), làm phép cưới cho đôi trẻ. Cuối cùng Phêrô bị đóng đinh vào thập giá, đầu lộn xuống dưới, chân ngược lên trên, hoàn toàn như nguyện vọng của chính ông ("Được chết như Chúa là quá sự xứng đáng của tôi'," ông ta nói, và người lính gác trả lời giễu cợt "Chúng tôi có thể thay đổi điều đó").
Poppaea, vợ của Nero, thèm khát Marcus, nghĩ ra một việc trả thù độc ác vì anh ta đã từ chối nàng. Lygia bị trói vào một cọc gỗ trong đấu trường. Một con bò tót hoang cũng được mang ra đó, và người cận vệ khổng lồ của Lygia - Ursus (Buddy Baer) - phải tìm cách giết con bò đó bằng tay không, nếu không giết được thì Lygia sẽ bị bò húc chết. Marcus bị trói vào khán đài và buộc phải nhìn cảnh rùng rợn đó. Khi mọi sự dường như tuyệt vọng, Marcus la lên "Lạy chúa Kitô, hãy cho anh ta (tức Ursus) sức mạnh!", ngay lúc đó Ursus bẻ gãy cổ con bò. Hết sức cảm phục sự dũng cảm của Ursus, đám đông dân chúng hô to thúc đẩy Nero tha mạng cho họ, điều mà hoàng đế không muốn. Tuy nhiên, 4 cận thần trong triều đình của Nero là Seneca (Nicholas Hannen), kiến trúc sư Phaon (D.A. Clarke-Smith), Lucan (Alfredo Varelli), và Terpnos (Geoffrey Dunn) ủng hộ yêu cầu của đám đông bằng cách giơ ngón tay cái lên trên. Rồi Marcus phá đứt các dây trói, chạy xuống đấu trường giải thoát cho Lygia với sự trợ giúp của đoàn quân trung thành với anh ta, và loan báo rằng tướng Galba vào lúc này đang tiến về Rome, nhằm thay thế Nero.
Đám đông, bây giờ tin chắc là chính Nero, chứ không phải các người Kitô giáo, chịu trách nhiệm về việc đốt cháy thành Rome, và họ nổi loạn. Nero chạy trốn về dinh và bóp cổ Poppaea tới chết, đổ tội cho nàng đã ép buộc ông ta giết các Kitô hữu. Rồi Acte - một phụ nữ Kitô giáo, là người đã có tình cảm với Nero - xuất hiện. Nàng nói Nero nên chết như một hoàng đế bằng cách hãy tự tử, trước khi đám đông quần chúng tràn vào dinh. Nero đặt dao vào cổ nhưng không dám đâm, và Acte đã giúp Nero đâm con dao vào cổ, kết thúc cuộc đời bạo chúa.
Marcus, Lygia và Ursus bây giờ được tự do và dời khỏi Rome. Bên lề đường, chiếc gậy cong (biểu tượng giám mục) của Phêrô đã mọc thành cây hoa như một phép lạ. Ánh sáng lan tỏa phát ra tiếng: "Ta là đường, là sự thật, và là sự sống".

## Sản xuất

### Kỹ thuật
- Tiểu thuyết của Henryk Sienkiewicz đã được quay thành phim nhiều lần, trước đây là 3 lần phim câm (1902), (1912) và (1925); một loạt phim nhiều tập năm 1985 với ngôi sao Klaus Maria Brandauer trong vai Nero, cùng một loạt phim nhiều tập của Ba Lan năm 2001, do Jerzy Kawalerowicz đạo diễn.
- Phim The Sign of the Cross (Dấu Thánh giá) của Cecil B. DeMille dựa trên vở kịch có lẽ đã rút ra từ tiểu thuyết của Sienkiewicz, cũng có cốt truyện rất giống phim này.
- Phim quay năm 1949 ban đầu với các diễn viên Elizabeth Taylor vai Lygia và Gregory Peck vai Marcus Vinicius. Khi thay tay việc sản xuất trong năm sau, thì các vai diễn trên do Deborah Kerr và Robert Taylor đảm nhiệm.
- Phim được quay tại Roma và trong phim trường Cinecittà Studios.
- Phim này sử dụng số trang phục kỷ lục: 32.000.
- Vai nô lệ của Lygia do Sophia Loren đóng, nhưng không ghi trên phim.
- Một 2-Disc Special Edition của phim được thu vào đĩa DVD ở Hoa Kỳ ngày 11.11.2008 sau một quá trình dài phục chế quang hóa (photochemical). Một bản Blu-Ray với độ rõ nét cao được phát hành ngày 17.3.2009.

## Diễn xuất
- Robert Taylor - Marcus Vinicius
- Deborah Kerr - Lygia
- Leo Genn - Petronius
- Peter Ustinov - Nero
- Patricia Laffan - Poppaea
- Finlay Currie - Peter
- Abraham Sofaer - Paul
- Marina Berti - Eunice
- Buddy Baer - Ursus
- Felix Aylmer - Plautius
- Nora Swinburne - Pomponia
- Ralph Truman - Tigellinus
- Norman Wooland - Nerva
- Peter Miles - Nazarius
- Geoffrey Dunn - Terpnos
- D.A. Clarke-Smith - Phaon
- Rosalie Crutchley - Acte
- John Ruddock - Chilo
- Arthur Walge - Croton
- Elspeth March - Miriam
- Strelsa Brown - Rufia
- Alfredo Varelli - Lucan
- William Tubbs - Anaxander
- Pietro Tordi - Galba
- Nicholas Hannen - Lucius Annaeus Seneca
- Adrienne Corri
- Bud Spencer - Cấm vệ
- Walter Pidgeon - Người kể truyện

## Vinh danh

### Oscar
Quo Vadis được đề cử cho 8 Giải Oscar: 
- 1 đề cử cho Phim hay nhất
- 2 đề cử cho Nam diễn viên phụ xuất sắc nhất (Leo Genn vai Petronius và Peter Ustinov vai Nero)
- 1 đề cử cho Chỉ đạo nghệ thuật xuất sắc nhất (William A. Horning, Cedric Gibbons, Edward Carfagno, Hugh Hunt)
- 1 đề cử cho Quay phim xuất sắc nhất
- 1 đề cử cho Thiết kế trang phục
- 1 đề cử cho Biên tập
- 1 đề cử cho Nhạc phim hay nhất

Tuy nhiên phim này đã không đoạt một giải Oscar nào.

### Quả cầu vàng
Peter Ustinov đoạt Nam diễn viên điện ảnh phụ xuất sắc nhất. Giải Quả cầu vàng cho quay phim xuất sắc nhất về tay Robert Surtees và William V. Skall. Phim này cũng được đề cử cho Giải Quả cầu vàng cho phim chính kịch hay nhất

## Ngày công chiếu
- Hoa Kỳ: 8.11.1951
- Vương quốc Anh: 25.1.1952
- Canada: 1.2.1952
- Brasil: 25.2.1952
- Argentina: 13.3.1952
- Uruguay: 3.7.1952
- México: 6.8.1952
- Chile: 10.9.1952
- Ecuador: 8.10.1952
- Venezuela: 8.10.1952
- Bỉ: 7.11.1952
- Nam Phi: 12.11.1952
- Ấn Độ: 13.11.1952
- Úc: 19.12.1952
- Philippines: 16.1.1953
- Singapore: 22.1.1953
- Israel: 31.1.1953
- Bồ Đào Nha: [[18.2.1953
- Zimbabwe: 4.3.1953 (Rhodesia)
- Ý: 5.3.1953
- Thụy Sĩ: 24.3.1953
- Hồng Kông: 1.4.1953
- Ireland: 17.4.1953
- New Zealand: 29.5.1953
- Indonesia: 8.8.1953
- Ai Cập: 20.8.1953
- Phần Lan: 28.8.1953
- Nhật Bản: 15.9.1953
- Pháp: 1.10.1953
- Colombia: 8.10.1953
- Thụy Điển: 22.10.1953
- Luxembourg: 1.1.1954
- Iceland: 5.2.1954
- Tây Ban Nha: 11.2.1954
- Hy Lạp: 15.3.1954
- Áo: 18.3.1954
- Hà Lan: 30.4.1954
- Tây Đức: 13.8.1954
- Na Uy: 23.8.1957
- Đan Mạch: 22.2.1960